# 이형상 (1985년)
이형상 (1985년 5월 6일 ~ )은 대한민국의 은퇴한 축구 선수로, 선수 시절 포지션은 공격형 미드필더이다.

## 클럽 경력
그는 2003년에 K리그의 울산 현대 호랑이 소속으로 활동했으며 2004년부터 2007년까지 대전 시티즌 소속으로 활동했지만 리그 컵 1경기 출전에 그쳤다. 이후 그는 2007년에 포르투갈의 SC 베이라마르로 이적했지만 한 경기도 출전하지 못했고 2008년에 CD 페이렌세로 이적했지만 1경기 출전에 그치고 말았다.
그는 2008년에 한국인 최초로 불가리아 축구 1부 리그 파르바리가에 진출하여 FC 스파르타크 바르나로 이적하였지만 6경기 출전에 그쳤고 2009년에 성남 일화 천마로 이적하면서 K-리그로 복귀했지만 한 경기도 출전하지 못했다. 이후 그는 2009년에 체코의 FC 바니크 오스트라바와 3년 계약을 맺고 이적했으며 2009년 8월 8일에 열린 FC 빅토리아 플젠과의 경기에서 후반 인저리 타임에 교체 출전하면서 데뷔했다. 2010년 크로아티아 클럽 HNK 시베니크로 이적하였다.
2011년 1월 4일에 대구 FC로 이적하였다.